# L’Isle-de-Noé
L’Isle-de-Noé – miejscowość i gmina we Francji, w regionie Oksytania, w departamencie Gers.
Według danych na rok 1990 gminę zamieszkiwało 490 osób, a gęstość zaludnienia wynosiła 19 osób/km² (wśród 3020 gmin regionu Midi-Pireneje L’Isle-de-Noé plasuje się na 598. miejscu pod względem liczby ludności, natomiast pod względem powierzchni na miejscu 393.).